# 운터로트호른
운터로트호른(독일어: Unterrothorn, 또는 그냥 로트호른)은 스위스 페나인 알프스의 산으로 발레주의 체르마트를 내려다보고 있다. 그것은 핀델 빙하의 북쪽 산맥에 있는 오버로트호른의 서쪽에 위치해 있다.
정상은 수네가와 블라우헤르트를 통해 케이블카로 도달할 수 있다. 로트호른 파라다이스는 체르마트 주변에 위치한 주요 스키장 중 하나이다.